# Benimámet
Benimámet (en valenciano y oficialmente Benimàmet) es una pedanía de la ciudad de Valencia, situada en el noroeste de su término municipal, en el distrito de Poblados del Oeste limitando con las poblaciones de Burjasot y Paterna. Su población censada en 2022 era de 13 375 habitantes. Fue un municipio independiente hasta 1882, año en que pasó a ser una pedanía de Valencia. Conforma, junto con Beniferri, el distrito de Poblados del Oeste (en valenciano Poblats de l'Oest). En su término pedáneo se encuentra ubicada la Feria Muestrario Internacional de Valencia y el velódromo municipal Lluís Puig.

## Toponimia
El término Benimámet proviene de la forma árabe Benimahaber, Benimahabar o Benimabar, probablemente escrita بني محبر (Banī Maḥbar). Sin embargo, también se lo ha hecho derivar de بني محمد (Banī Muḥammad). Carmen Barceló, por su parte, defiende la forma بني محبط (Banī Maḥbit), antropónimo árabe conocido. En todo caso, el topónimo deriva de un antropónimo formado por banī («hijos de») y el nombre en cuestión. La actual forma Benimámet aparece mencionada por primera vez en 1310.

## Historia

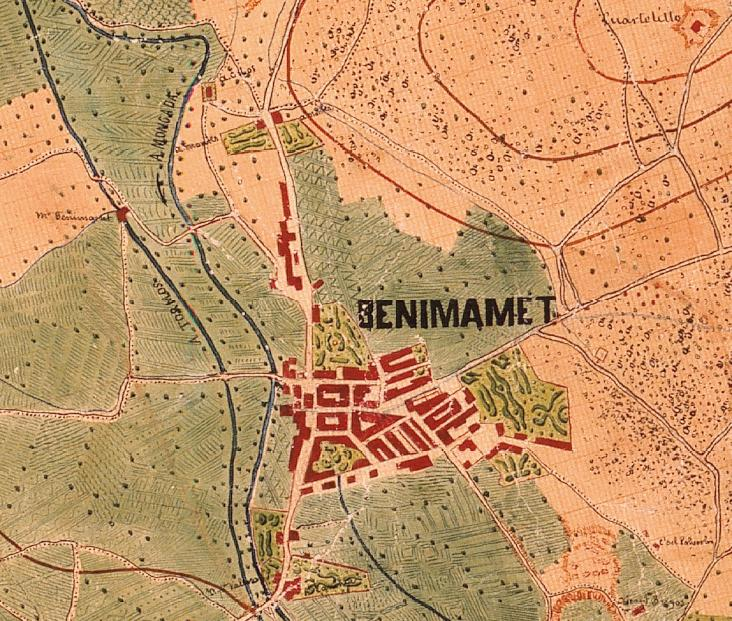
Benimàmet en 1883.

En Benimámet pudo haber un asentamiento romano, dado que ha habido en su término algunos hallazgos, sobre todo monetarios. Sin embargo, solo hay certeza de que fue una alquería andalusí, y apenas se tiene documentación anterior a su conquista por Jaime I de Aragón. Su primera mención aparece en el Llibre del Repartiment con la forma Benimahaber. En él consta que el 21 de agosto de 1238 se entregan a Sanchís de Stada los bienes pertenecientes hasta entonces a Hibraim Alfachar.

### Segregación de Valencia
La incorporación a Valencia como municipio anexionado, respondía a la ley que permitía a las ciudades anexionarse municipios limítrofes de una población inferior a 2000 habitantes. Por ello, a finales de la década del siglo XX, surge un movimiento de segregación representado por el colectivo "Benimàmet Poble" amparado en la escasa atención prestada por el Ayuntamiento de Valencia a la población de Benimámet y en la comparación de las infraestructuras propias de la pedanía con las de las poblaciones colindantes, iniciándose así, el largo proceso jurídico-administrativo que pretende segregar a la población de la ciudad de Valencia. Tras ser rechazada esta segregación en sucesivas instancias administrativas y judiciales, este intento de segregación fue definitivamente rechazado por el Tribunal Supremo en 2013.

## Geografía
Benimámet se encuentra al noroeste de la ciudad de Valencia, está considerado como parte de la ciudad de Valencia. La superficie geográfica es llana en gran parte. Aunque, en la zona noreste, en la zona de la Feria de Valencia, se eleva entre diez y veinte metros más que en el centro de Benimámet, que se encuentra a cuarenta y tres m s. n. m. En cuanto a la distancia, se encuentra a cinco kilómetros con setecientos metros del centro de la ciudad de Valencia.

### Límites
Benimámet limita, al oeste con Paterna, al norte con Burjasot, al sur con la Huerta Valenciana y al este con el resto de la ciudad de Valencia.

## Demografía
| Gráfica de evolución demográfica de Benimámet entre 1842 y 1877 |
| |
| Población de derecho según los censos de población del INE Población de hecho según los censos de población del INEEn 1887 este municipio desaparece porque se integra en el municipio Valencia |

Benimámet tiene características de población dormitorio de Valencia. A principios del siglo XX fue lugar de segunda residencia para algunos miembros de la pequeña burguesía de la capital que en verano habitaban los chalets del barrio de Las Carolinas, así como en la parte norte de la calle Felipe Valls y plaza de Luis Cano. De aquella época han quedado todavía algunos chalets y viviendas de recreo, aunque un número importante han sido pasto de la construcción de pisos. En la década de 1950 y, de manera continuada desde entonces, Benimámet ha aumentado de población gracias a la inmigración que ha recibido de las provincias de Teruel, Cuenca y del interior de Valencia.
A lo largo de los años 1970 llegaron inmigrantes procedentes de Andalucía, particularmente de la provincia de Jaén, y en la actualidad la población continúa acogiendo inmigración de la comunidad.
| 2000   | 2001   | 2002   | 2003   | 2004   | 2005   | 2006   | 2007   | 2019   |
| ------ | ------ | ------ | ------ | ------ | ------ | ------ | ------ | ------ |
| 12.298 | 12.482 | 12.619 | 12.718 | 12.969 | 13.501 | 13.811 | 13.849 | 14.363 |

- Los datos anteriores, tomados del Instituto Nacional de Estadística de España, corresponden a Benimámet e incluyen también a Beniferri.[9]

Escudo empleado por el antiguo Ayuntamiento de Benimàmet desde 1844 hasta su integración en Valencia.

## Economía

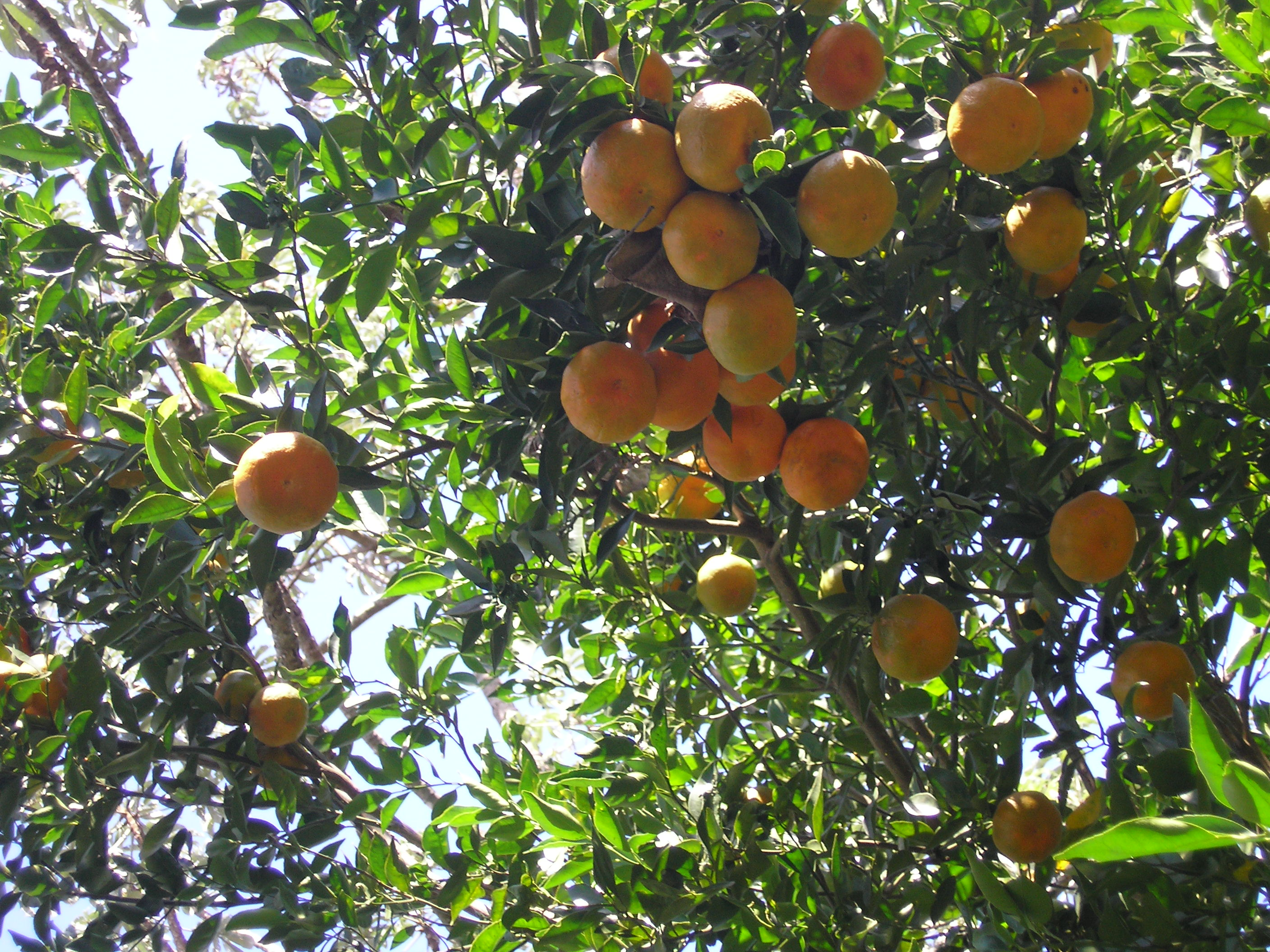
Plantaciones de cítricos.

Al tratarse de una ciudad dormitorio, la mayor parte de sus habitantes trabajan fuera de la población, razón por la cual, en la actualidad, tanto la industria como la agricultura tienen una importancia marginal en la economía de la población.

#### Industria y agricultura
Históricamente, la actividad principal de Benimámet fue la agricultura (cítricos fundamentalmente) y alguna pequeña industria manufacturera, aunque entre los años sesenta y ochenta del siglo XX tuvo cierta importancia la fabricación de muebles, particularmente Sanfélix Villarrubí, donde a principios de los setenta del siglo pasado llegó a tener más de cien trabajadores. En la actualidad, a consecuencia del urbanismo desaforado que sufre la población, las zonas dedicadas a la agricultura son mínimas.

#### Feria de Muestras

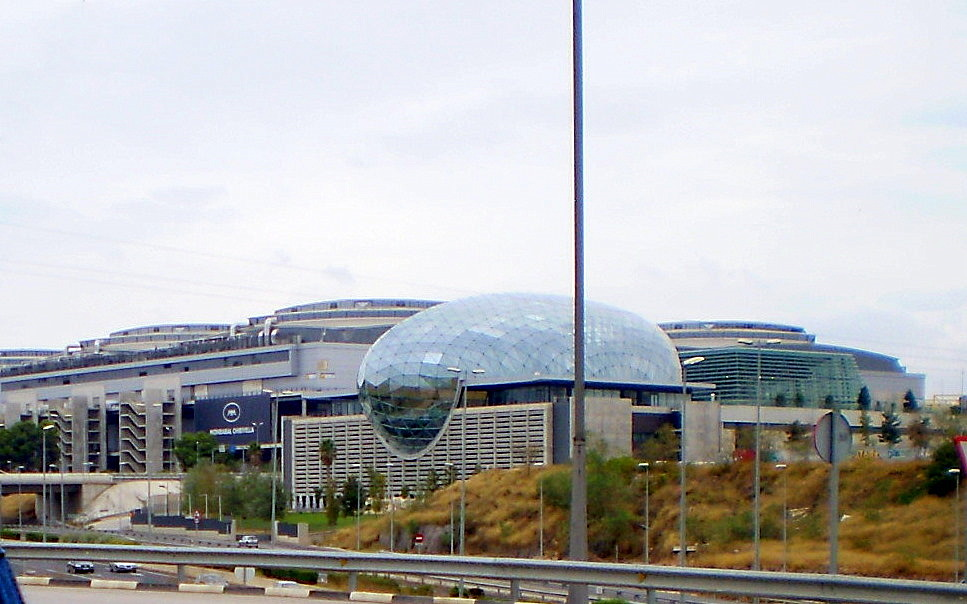
Feria de Muestras de Valencia en Benimámet: vista desde el Camino Nuevo de Paterna.

Una importante fuente de ingresos la constituye el turismo de convenciones dada la proximidad de la Feria Muestrario Internacional de Valencia, o más conocida como la Feria de muestras.
Se fundó en 1917. En la actualidad se organizan alrededor de 40 eventos anuales, más de la mitad son eventos internacionales y se han contabilizado más de un millón trescientos mil visitantes. Con un presupuesto anual de 75 millones de euros, se estima un impacto económico de 750 millones de euros anuales en promedios. Existe un calendario de ferias.

## Comunicaciones
- Autobús EMT: Por Benimámet circula el Bus de la línea 62 contando con 11 paradas dentro de Benimámet[12]
- Metro: Circulan por Benimámet las Líneas 4 (azul oscuro) y la Línea 2 (rosa) del metro, que tiene dos estaciones soterradas, la estación de Benimàmet y la estación de Les Carolines.
- Taxis: paradas de taxis en la plaza Luis Cano y en las cercanías de la Feria de Valencia.

## Administración y política
Benimámet depende del Ayuntamiento de Valencia en consideración de barrio del distrito de Poblados del Oeste (en valenciano Poblats de l'Oest). Sin embargo, dada su condición de poblamiento rural, cuenta, de acuerdo con las leyes estatales y autonómicas pertinentes, con un alcalde de barrio, compartido con Beniferri, que se encarga de velar por el buen funcionamiento del barrio y de las relaciones cívicas, firmar informes administrativos y elevar al ayuntamiento de la ciudad las propuestas, sugerencias, denuncias y reclamaciones de los vecinos.

## Patrimonio

### Patrimonio arquitectónico

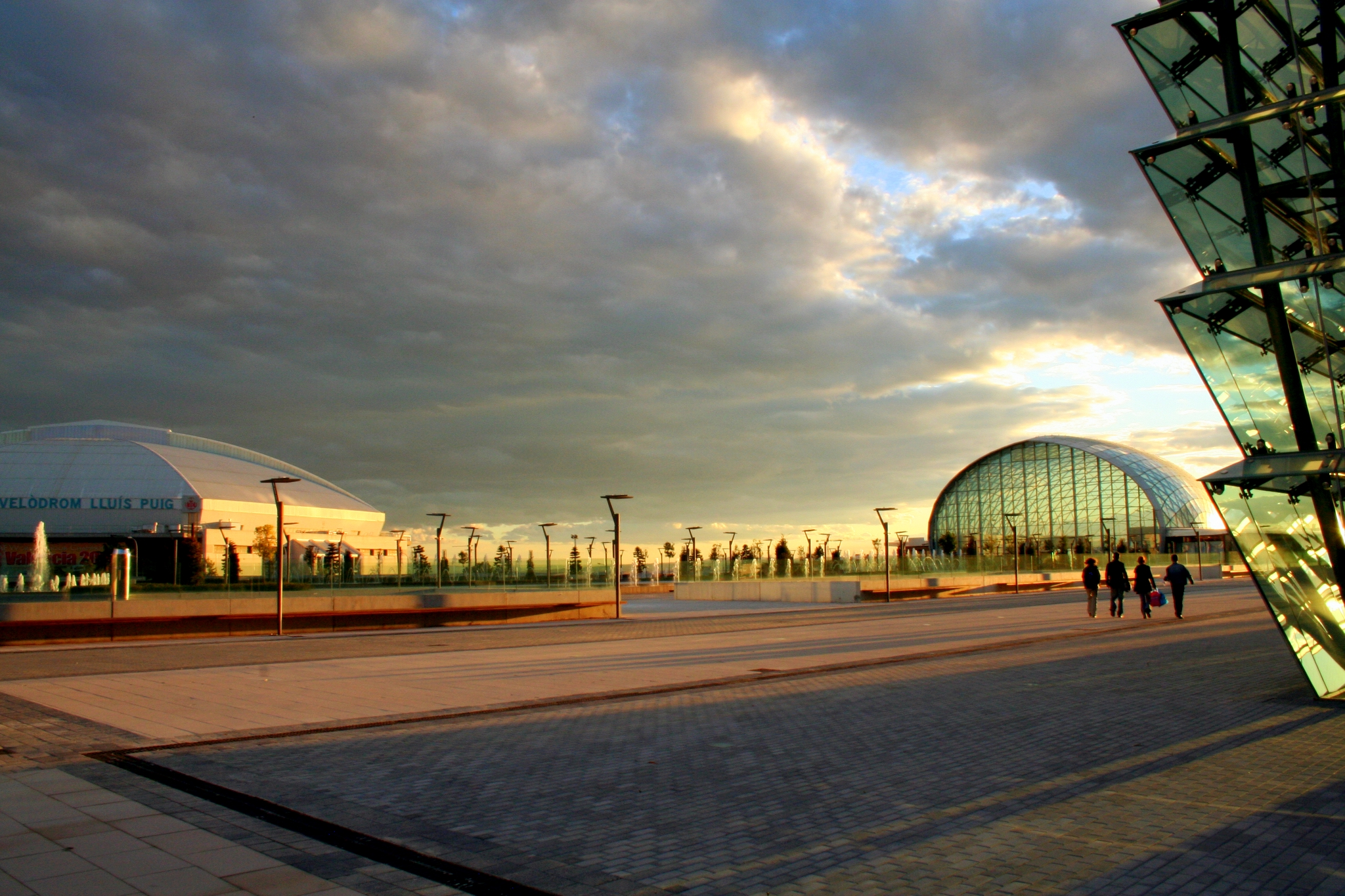
Benimámet: Velódromo "Luis Puig" y Feria Valencia de Benimámet

- Velódromo "Luis Puig": Situado en la calle Cocentaina del pueblo, es un centro de competición dedicado al deporte del atletismo, también se puede practicar el ciclismo en pista y gimnasia de musculación. En otras ocasiones se ha usado para actividades culturales como conciertos o espectáculos musicales.
- Iglesia de San Vicente Mártir: Situada en la plaza del Doctor Ximeno y entre las calles Bétera y Párroco Cobos, dicha plaza cuenta con la casa parroquial y el Ayuntamiento pedáneo. La iglesia es una nave única con bóveda de cañón con una sola torre. Esta iglesia fue erigida parroquia en el año 1536 y rehabilitada el año 2005. Por dentro dispone de una abundante iconografía: capilla bautismal, altar de la Virgen del Carmen, altar de la Inmaculada, altar de san Francisco de Paula, altar de la Virgen de los Desamparados, altar de la Virgen del Rosario, altar de la Virgen Dolorosa, Cristo de la Paz.
- Convento de las Hermanas Reparadoras: Situado en la calle Benimodo 11, regentado por las Hnas. Reparadoras y la superiora María Teresa.

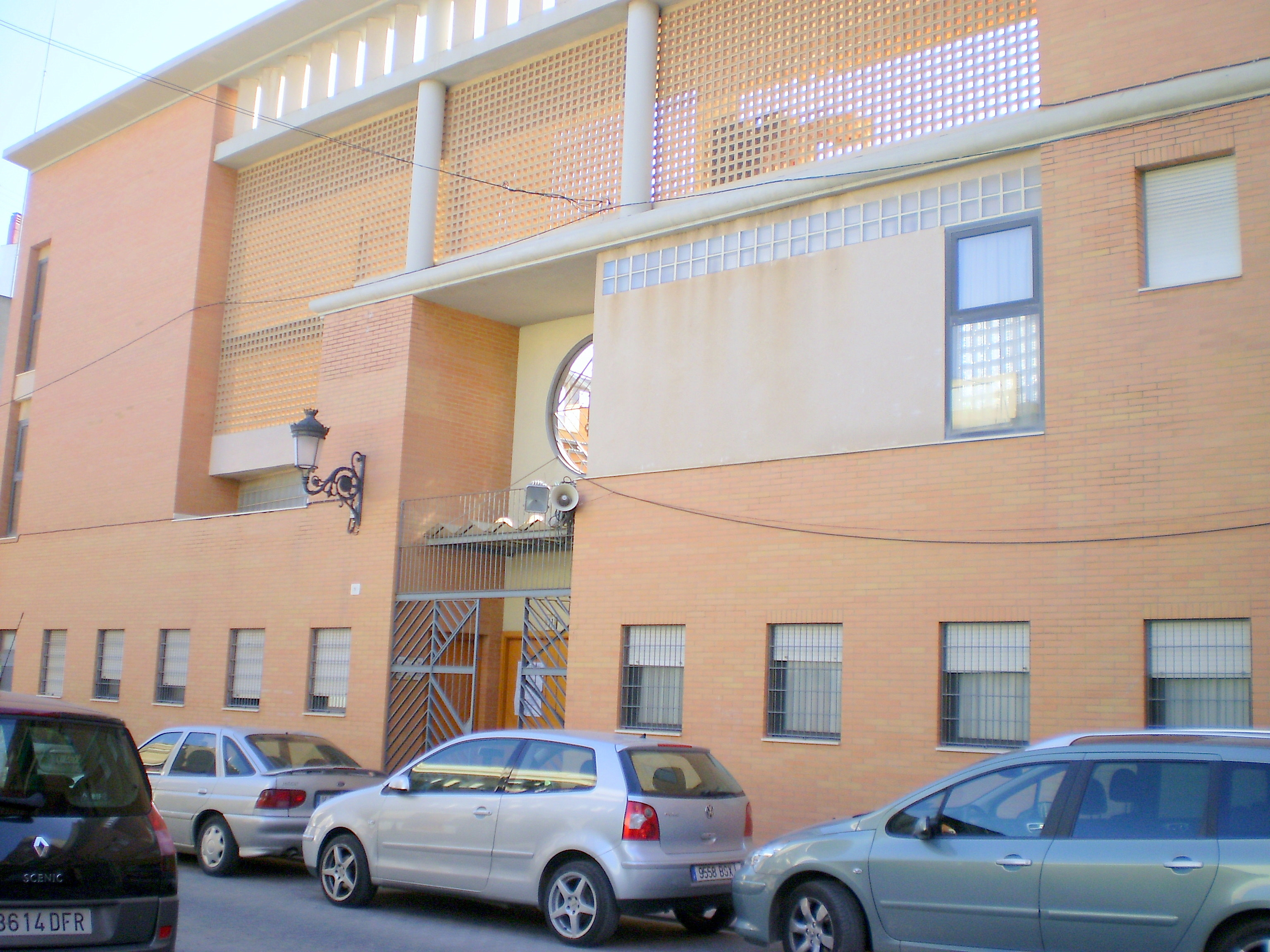
Convento Hnas. Reparadoras

- Colegio Ave María: la iglesia del colegio el Ave María se encuentra dentro del colegio Ave María, en la calle Campamento, 55 a 59. Construido en 1914, visto desde arriba tiene la forma de cruz latina. Actualmente el colegio es un centro concertado religioso en el que se imparten las etapas de educación infantil, educación primaria y educación secundaria obligatoria, en edades desde los 3 a los 16 años.
- Iglesia de Ave María y San José: situada en la calle Campamento, 60; frente al colegio Ave María, la edificación es de estilo funcional y fue construida en 1974.
- El Castillo: Estaba situado cerca de la iglesia, cerca de la calle Castillo.

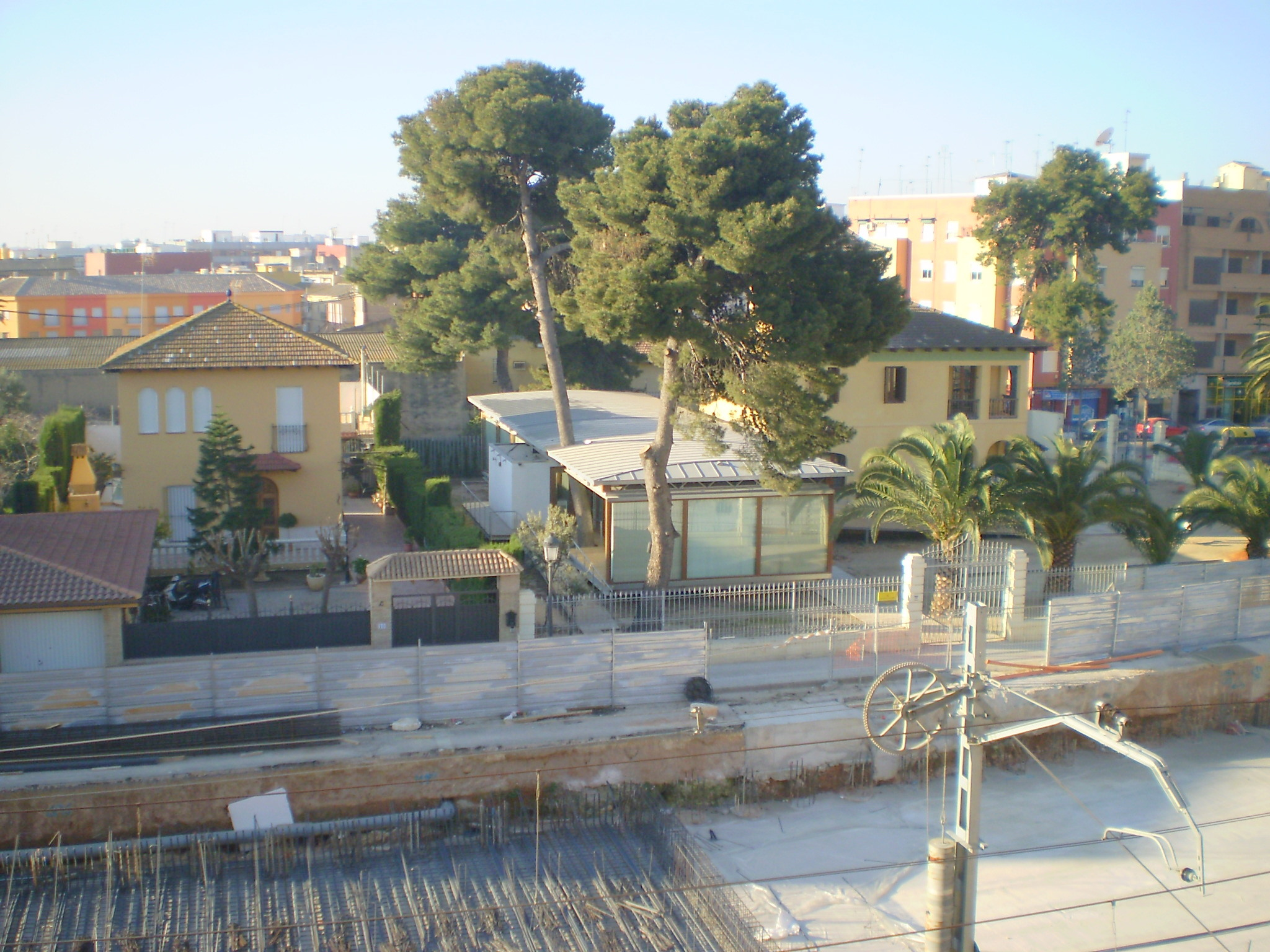
Benimámet: Centro de Mayores y vías del Metro.

- Chalet de Joanet: Hoy centro municipal de actividades para personas mayores de Benimàmet, situado en la plaza Luis Cano.
- Chalet de Panach: En la actualidad alberga la Biblioteca Pública Teodoro Llorente.

### Parques y jardines
Benimámet tiene varios lugares ajardinados para esparcimiento y recreo: la Plaza Luis Cano que dispone de área infantil, el Parque Camales con áreas infantiles, deportiva y para mayores, el Parque del Chalet Panach en la calle Campamento y a las afueras del Velódromo Lluis Puig es posible la práctica deportiva y el esparcimiento. Benimámet cuenta además con una zona singular, el parque Lineal.
El Parque de Panach tiene una superficie de 6066 m². El agua toma un especial protagonismo con la construcción de un puente y de una cascada que salvan el desnivel del jardín, debajo de los cuales se localiza un estanque con surtidores de agua y vegetación a su alrededor. En el jardín abundan las especies de árboles y arbustos autóctonos, así como algunos cítricos que recuerdan el antiguo huerto de naranjos que inicialmente ocupaba el terreno, mientras que el paseo principal está flanqueado por palmeras datileras. El jardín recupera un antiguo huerto existente junto a un chalet construido en el siglo XIX, rehabilitado como biblioteca pública.
El interior del edificio principal está decorado con azulejos de Nolla y con lámparas que imitaban a las del Hotel Alfonso XIII de Sevilla. Junto a la calle Joaquín Marín, se encuentran los restos recuperados de una antigua construcción fabril, donde las antiguas mesas de trabajo se han reutilizado para juegos de mesa, y en cuyo entorno existe una zona de descanso con una pérgola entre rosales. Este jardín dispone de dos zonas equipadas con juegos infantiles.
El Parque Lineal de Benimàmet es una zona singular que ha resultado del soterramiento de las vías del metro a su paso por el núcleo urbano de esta población. Esta zona verde se extiende desde la estación de metro de Les Carolines a más allá de la estación de Benimàmet e incluye 850 m de carril bici, 3 zonas de juegos infantiles, varias pistas de petanca, un parque biosaludable, una zona de pícnic con 10 mesas, escenario con gradas para la realización de eventos y un área de socialización canina.
En el parque Lineal dentro de los más de 30 000 m² de superficie ajardinada, hay plantados más de 500 árboles y alrededor de 7300 arbustos y plantas de flor que se pueden disfrutar en un paseo de 1200 m lineales. El ajardinamiento se completa con 12 000 m² de pradera mediterránea.
Dentro de la superficie del parque encontramos dos eucaliptos, uno de ellos es de grandes dimensiones y está considerado como el árbol más alto de la ciudad.
En las proximidades de la estación de metro de Las Carolinas se encuentra un singular espacio, protegido con carpas y acondicionado con asientos, destinado a la realización de eventos sociales que se pone a disposición de las diferentes asociaciones del barrio y que está llamado a ser una importante zona de reunión ciudadana.
Las salidas de emergencia del metro están decoradas con murales hechos por artistas de Benimàmet.

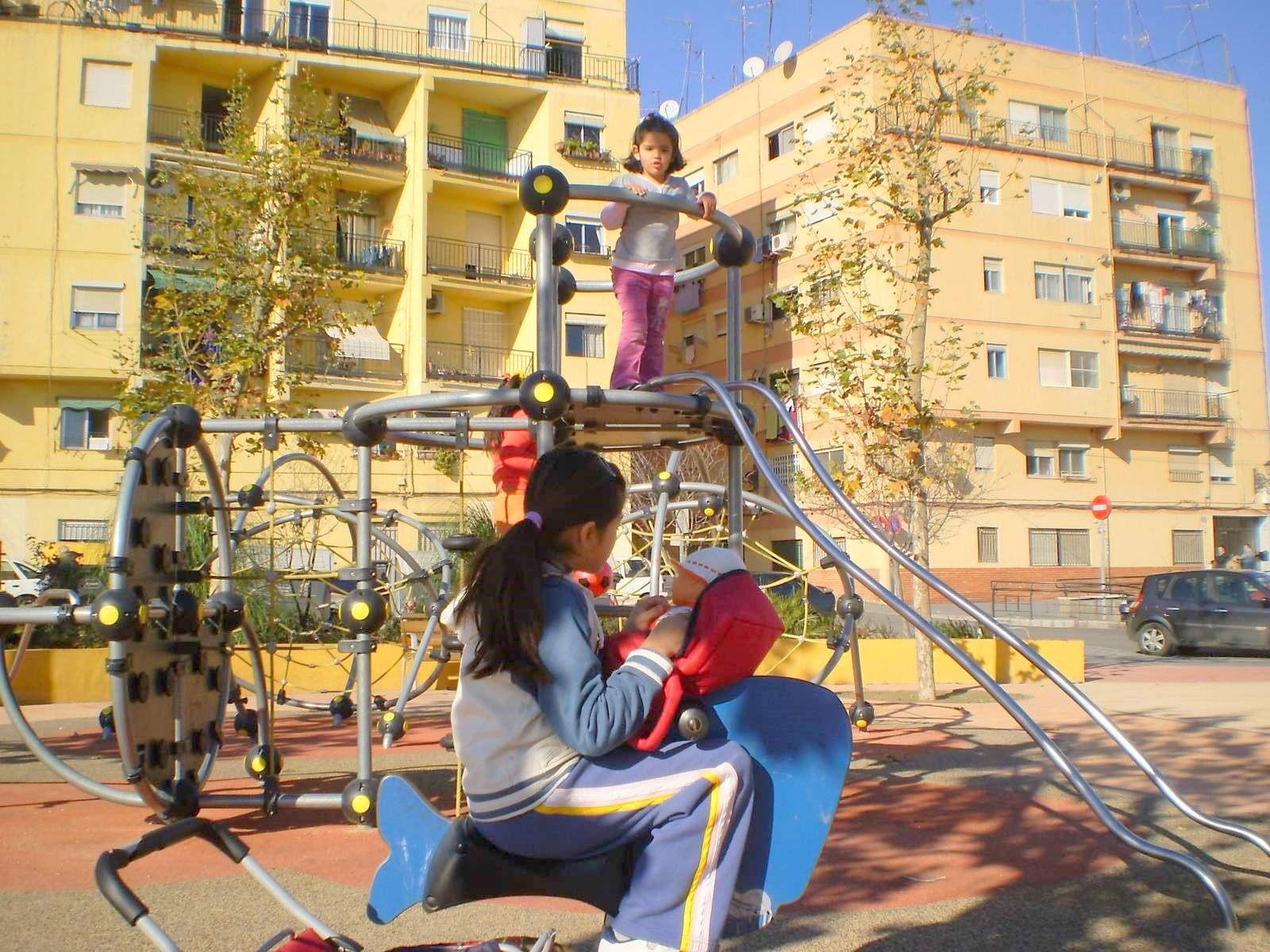
Parque Camales
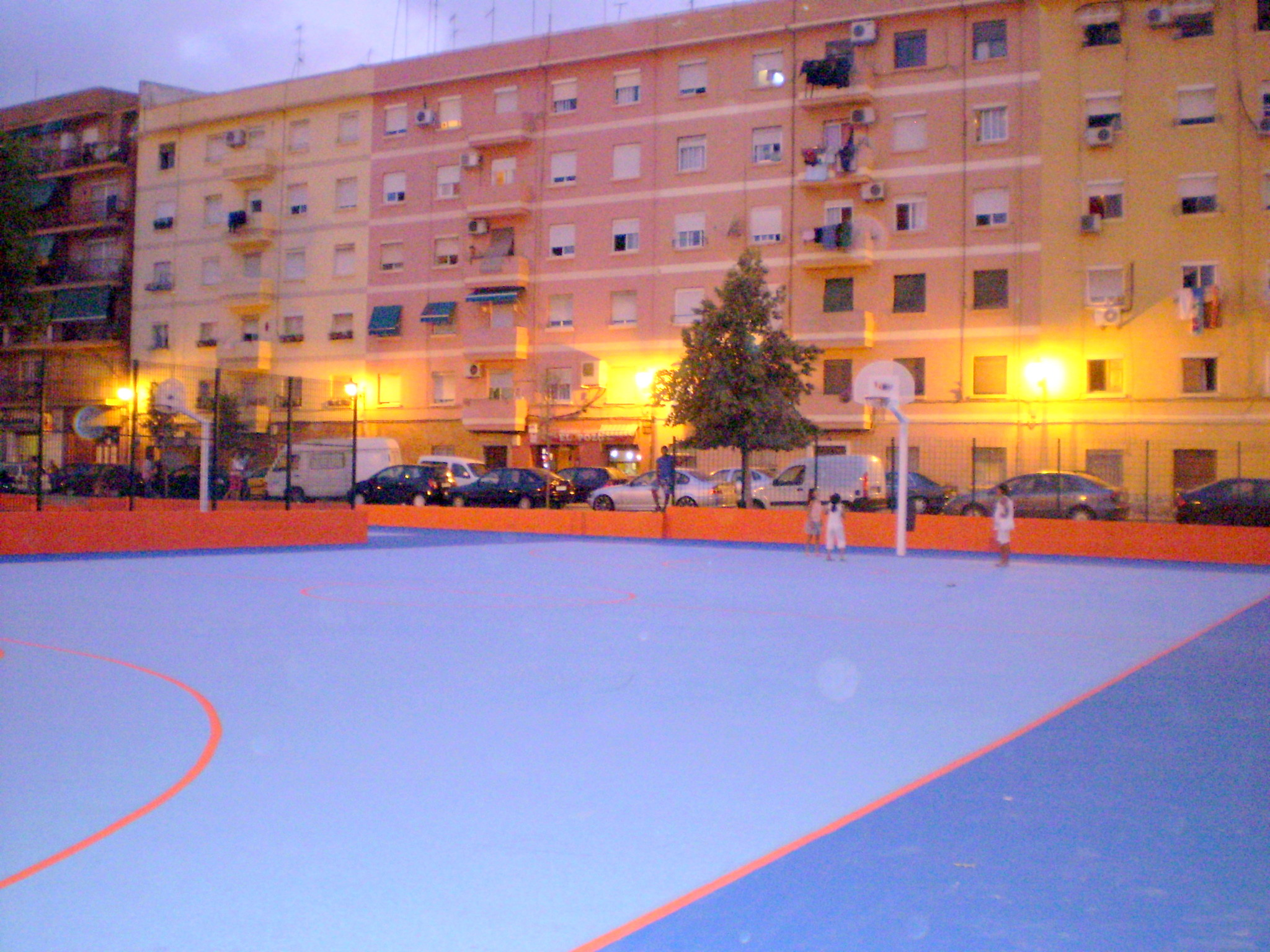
Parque Camales anocheciendo
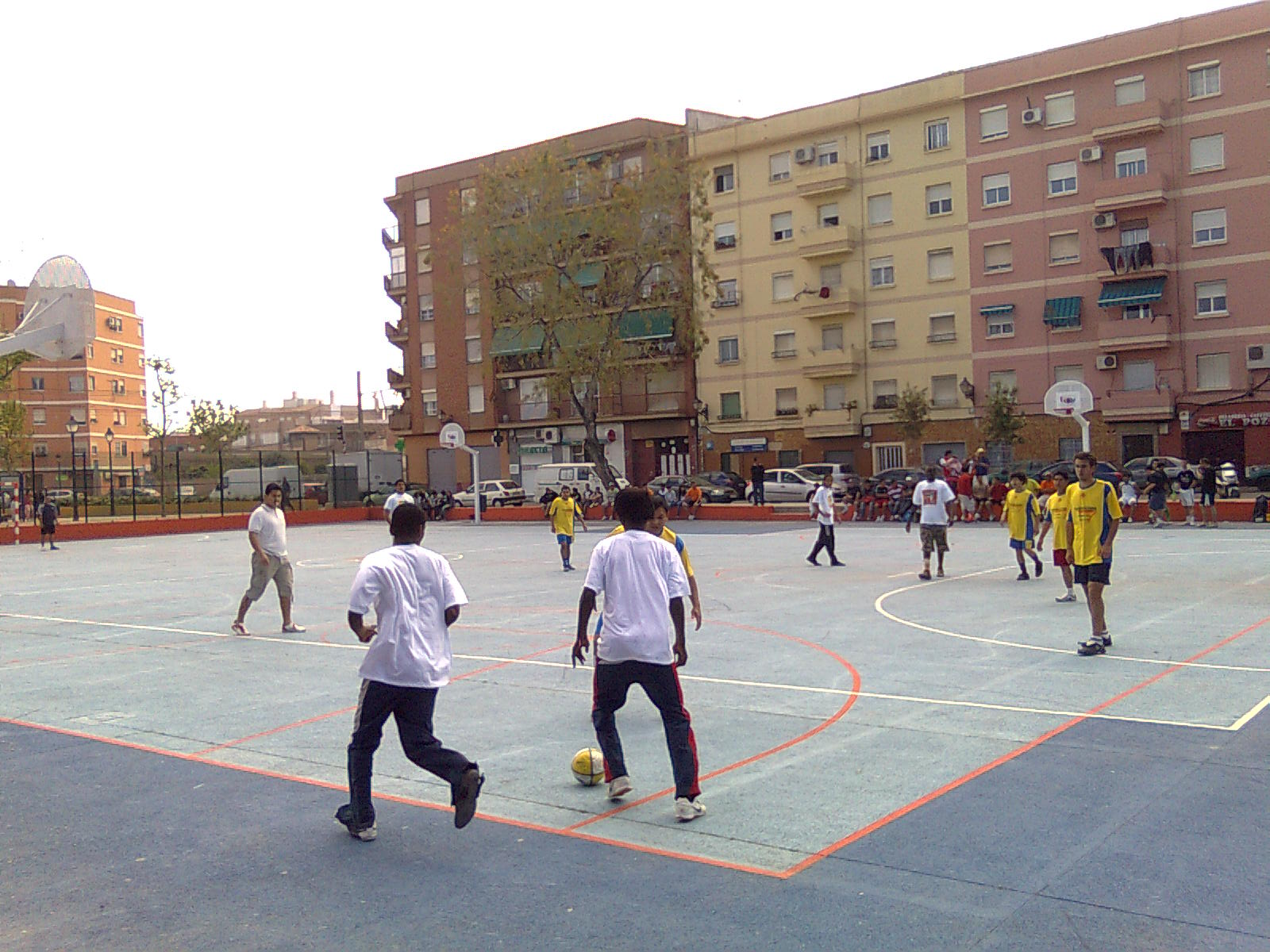
Parque Camales - Espacios deportivos
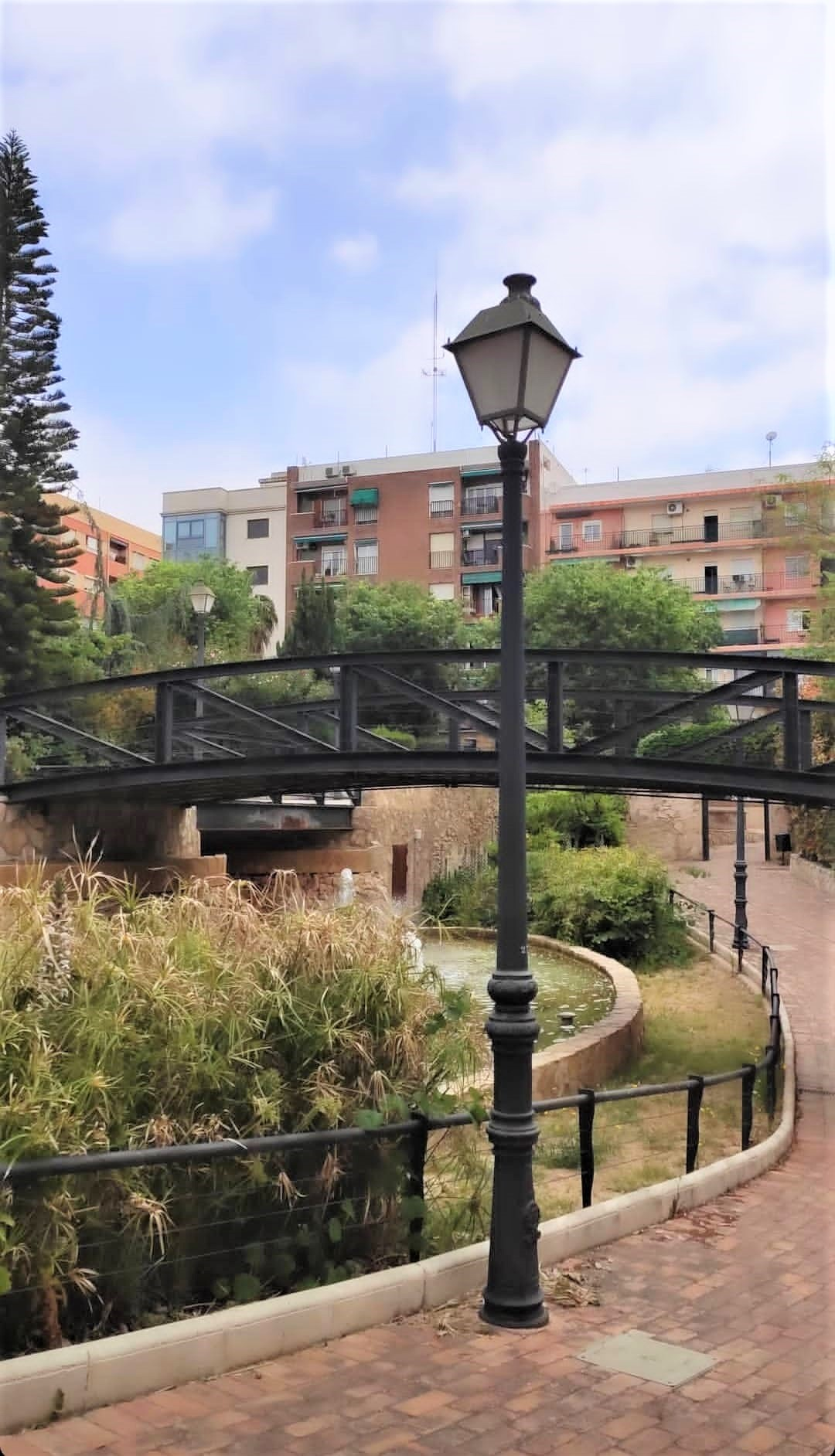
Parque Panach
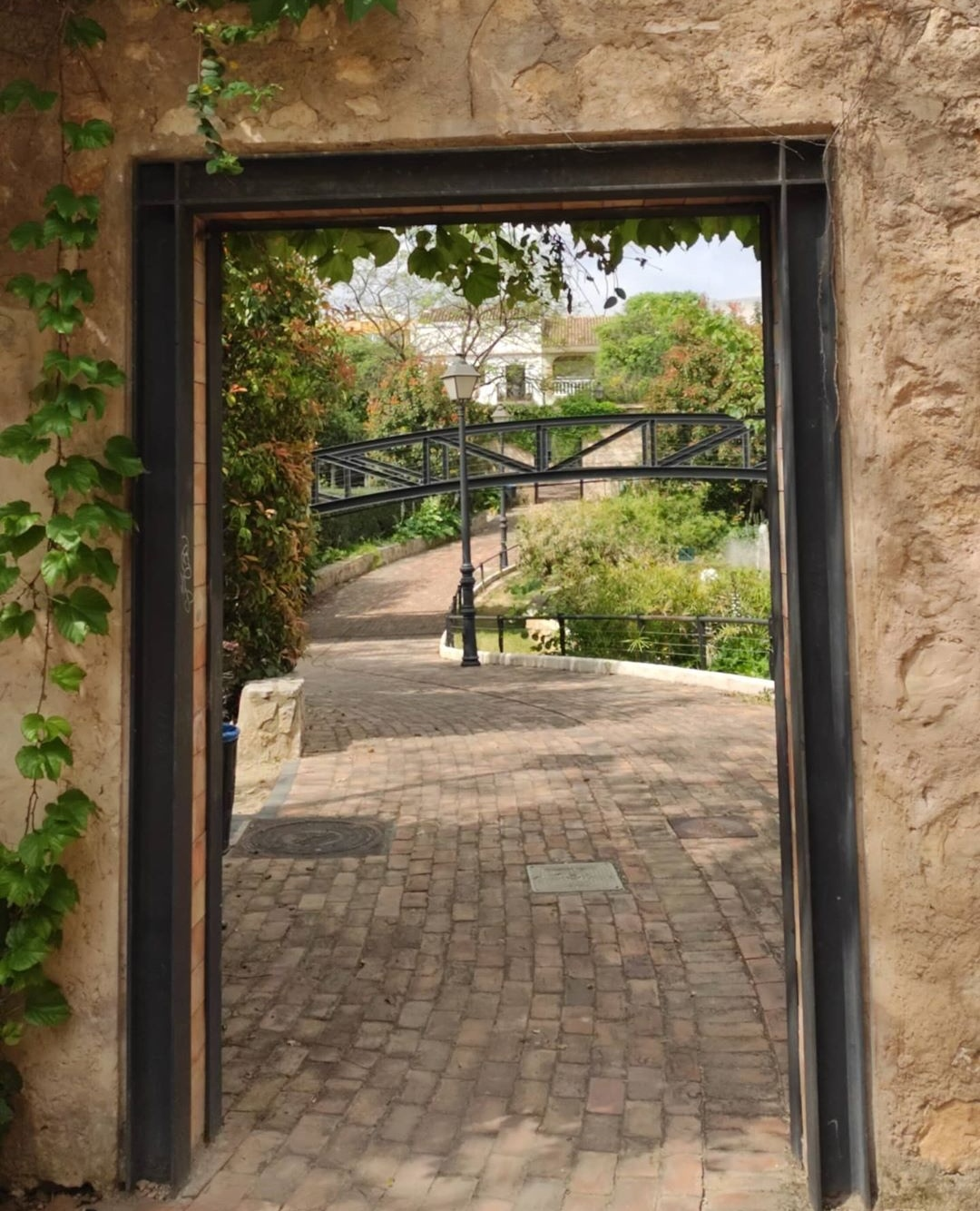
Parque Panach
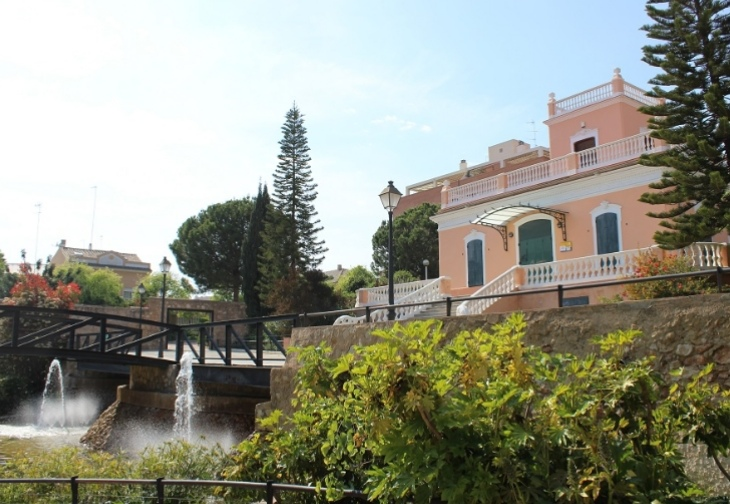
Parque Panach y Biblioteca municipal Teodoro Llorente
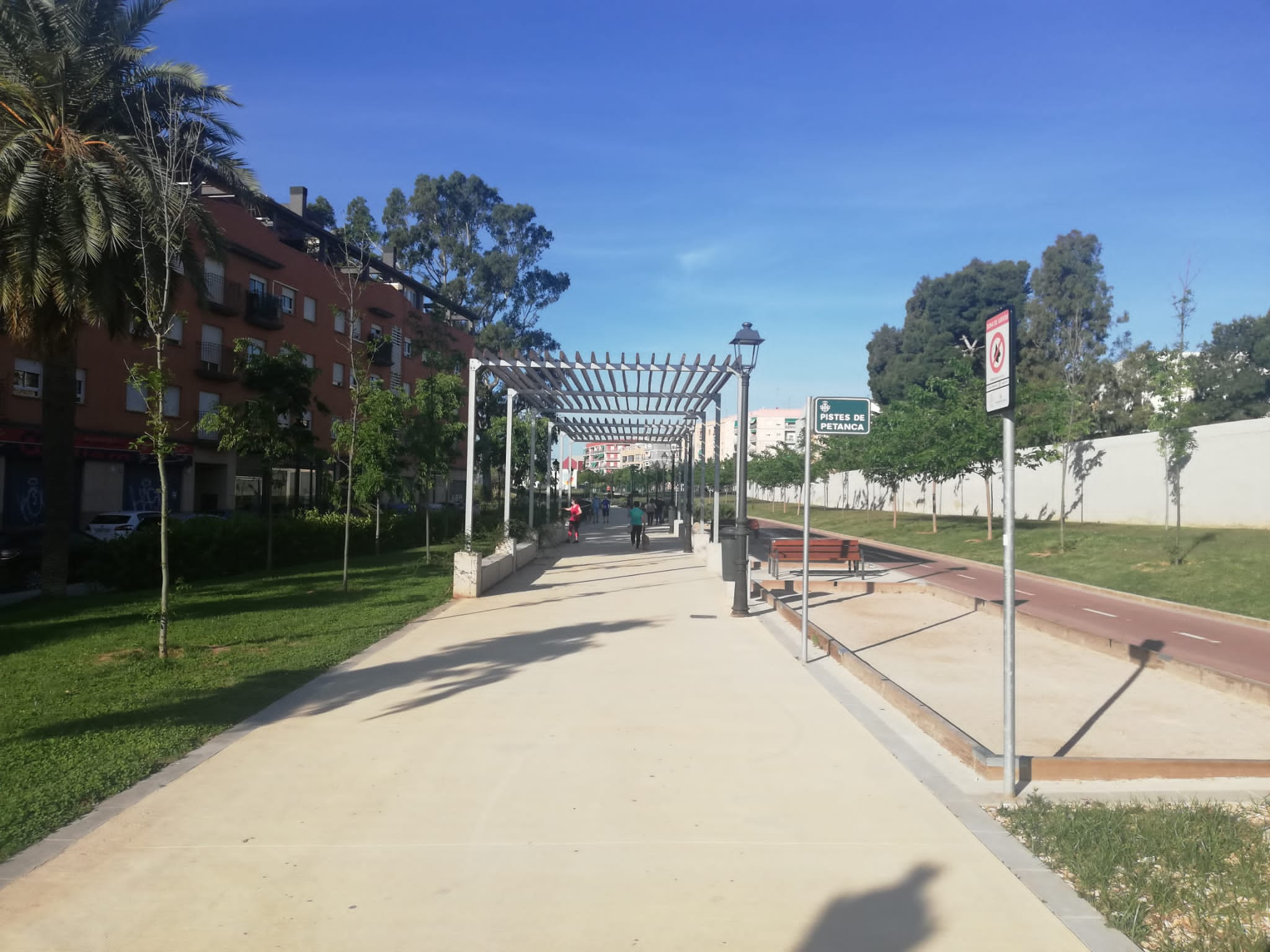
Pista de petanca en el parque Lineal
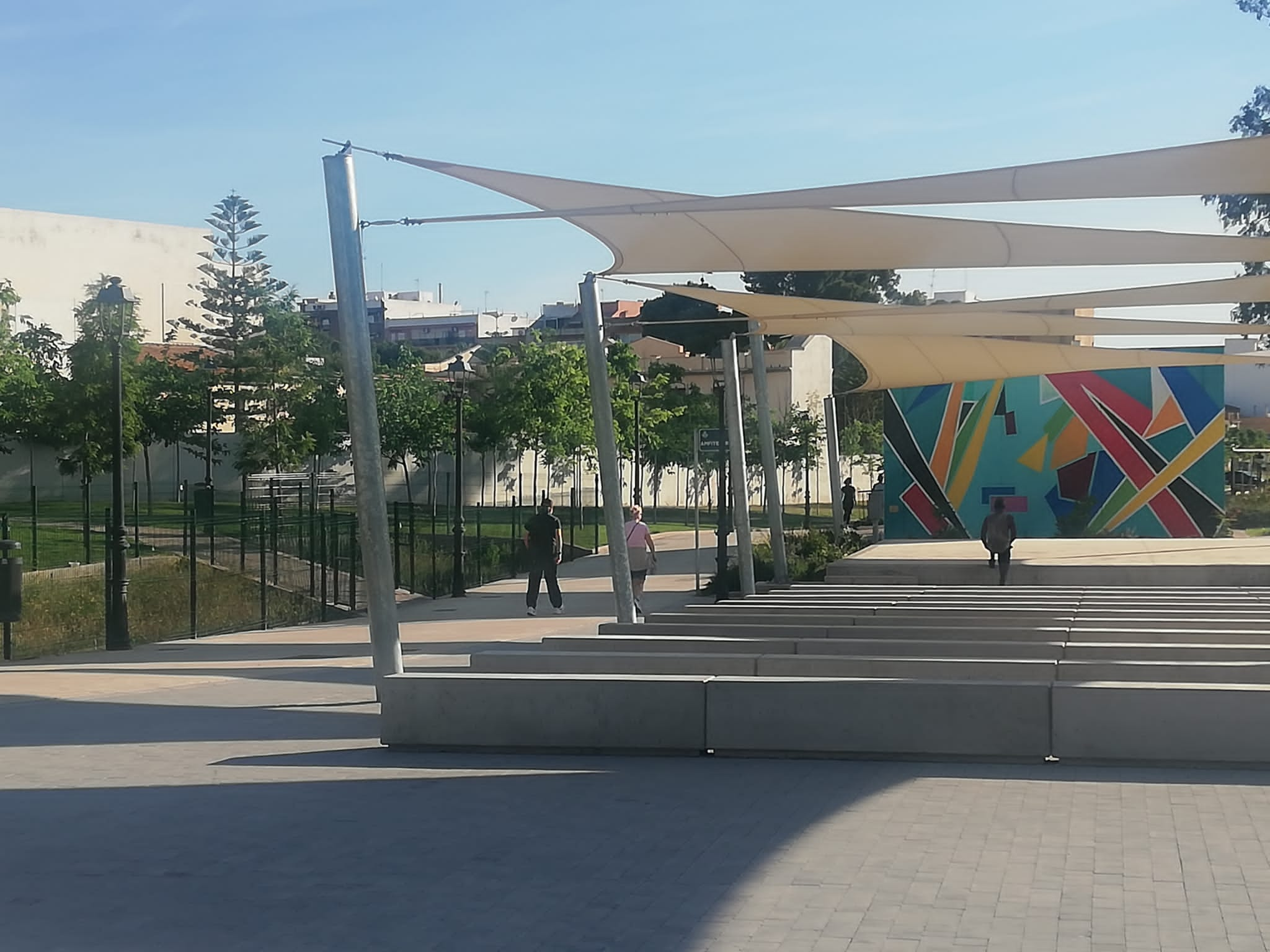
Anfiteatro con gradas en el parque Lineal
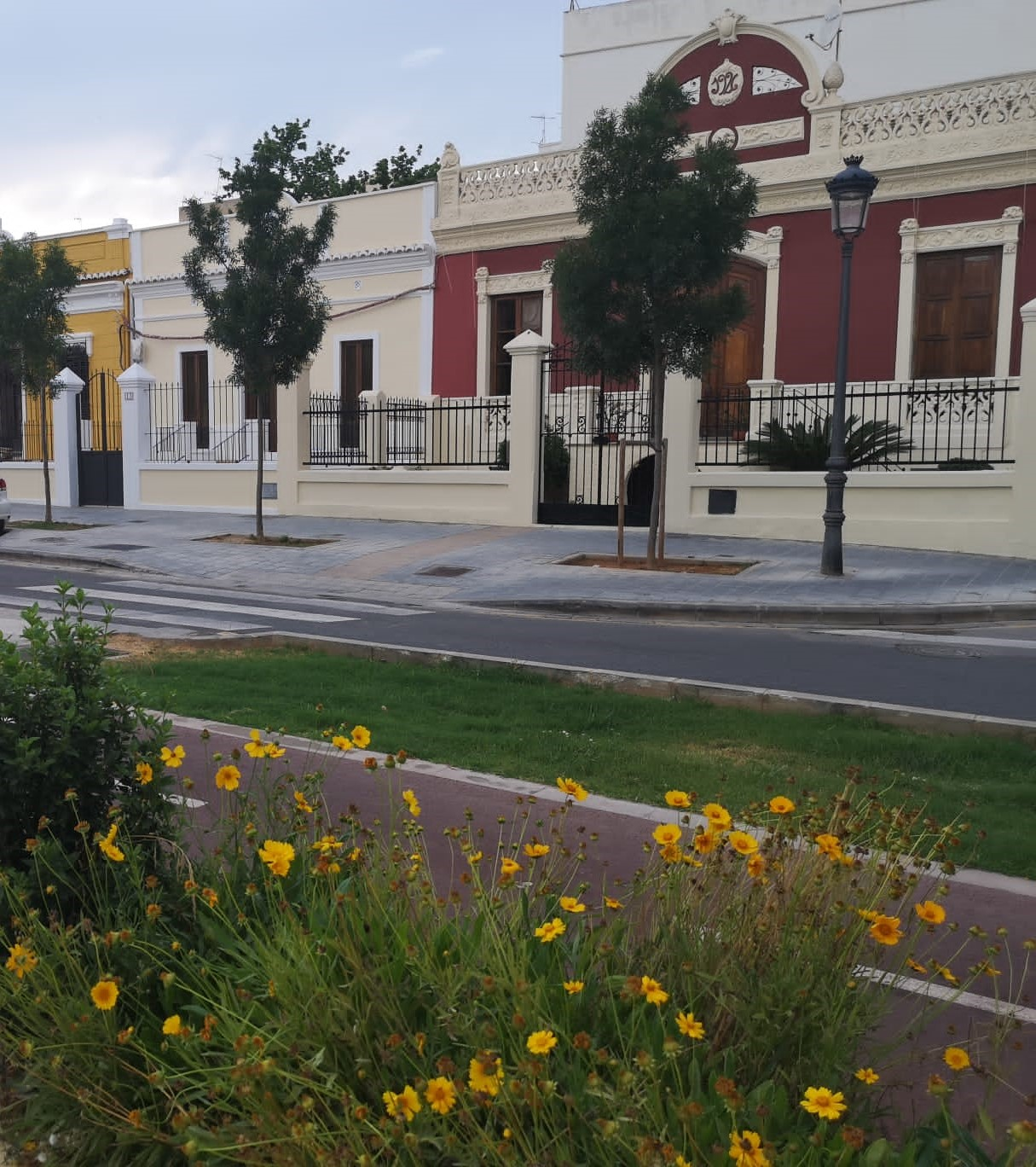
Carril bici en el parque Lineal
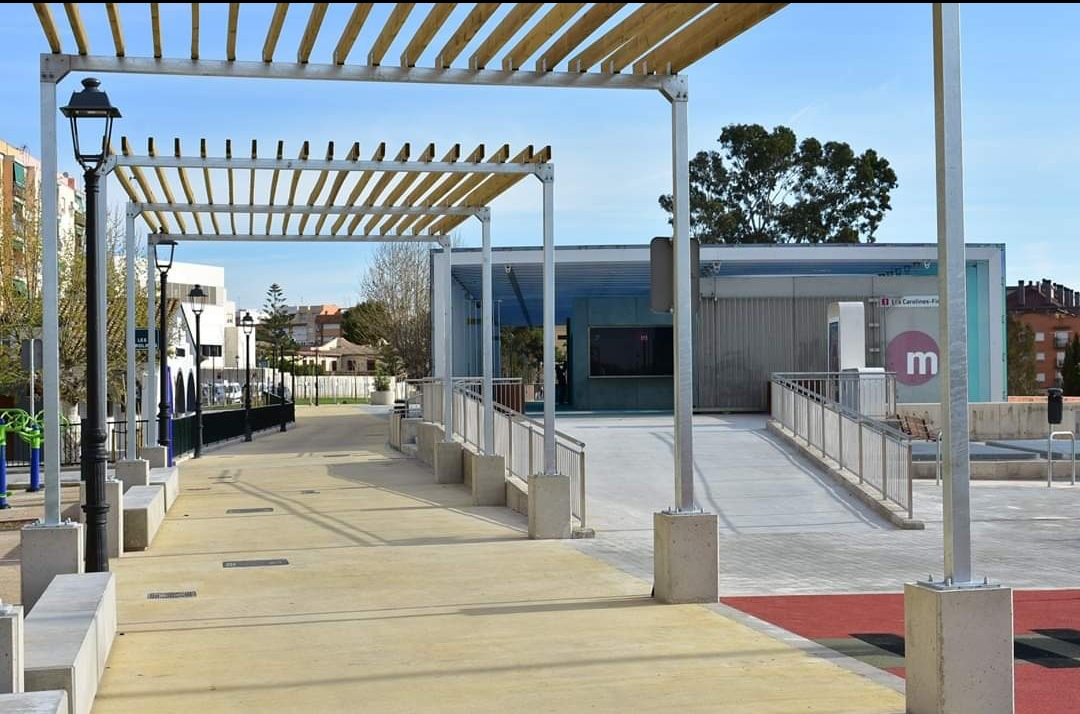
Pérgolas en el parque Lineal

## Cultura

### Fiestas
Se celebran en marzo, como en muchos pueblos de Valencia, las Fallas dedicadas a San José. Benimámet agrupa 5 fallas, siendo la más antigua, creada en el año 1944, la falla de Benimámet-Plaza Luis Cano. También está la Falla del Secanet, barrio de tradición inmigrante, la falla de la plaza de la Tienda, la falla Evaristo Bas-Cullera y la falla Campamento-La Yesa.
En verano las fiestas consideradas patronales: San Francisco de Paula, por los agricultores, y San Vicente Mártir, patrono del pueblo, y fiesta que, de alguna manera, ha sido utilizada por ciertos sectores más creyentes. En el barrio de Las Carolinas, la fiesta de San José, que actualmente cuenta con mucha popularidad.
Las fiestas más antiguas son a la Virgen de la Soledad, que hoy no se celebra, la Minerva que es por tradición familiar, la custodia del Altísimo y San Vicente Mártir que en la actualidad es la fiesta con más clavarios. Desde 1885 se celebra a San Francisco de Paula por el milagro de la salvación del cólera y que hoy cuenta con numerosos devotos (véase: Pandemias de cólera en España).
También en Benimámet se celebra la cabalgata de Reyes, la Bendición de los Animales de San Antonio Abad, la cruz de Mayo en la plaza de Camporrobles, el canto de "los mayos" por diferentes entidades festeras y falleras, la noche de San Juan, se celebraba la Virgen de Agosto y San Agustín con grandes festejos y también se celebra la patrona de la música, Santa Cecilia, que clavariesas y la Banda de Música de la Sociedad Instructiva del Obrero Agrícola y Musical llenan las calles de festejos musicales.

### Centros educativos y culturales

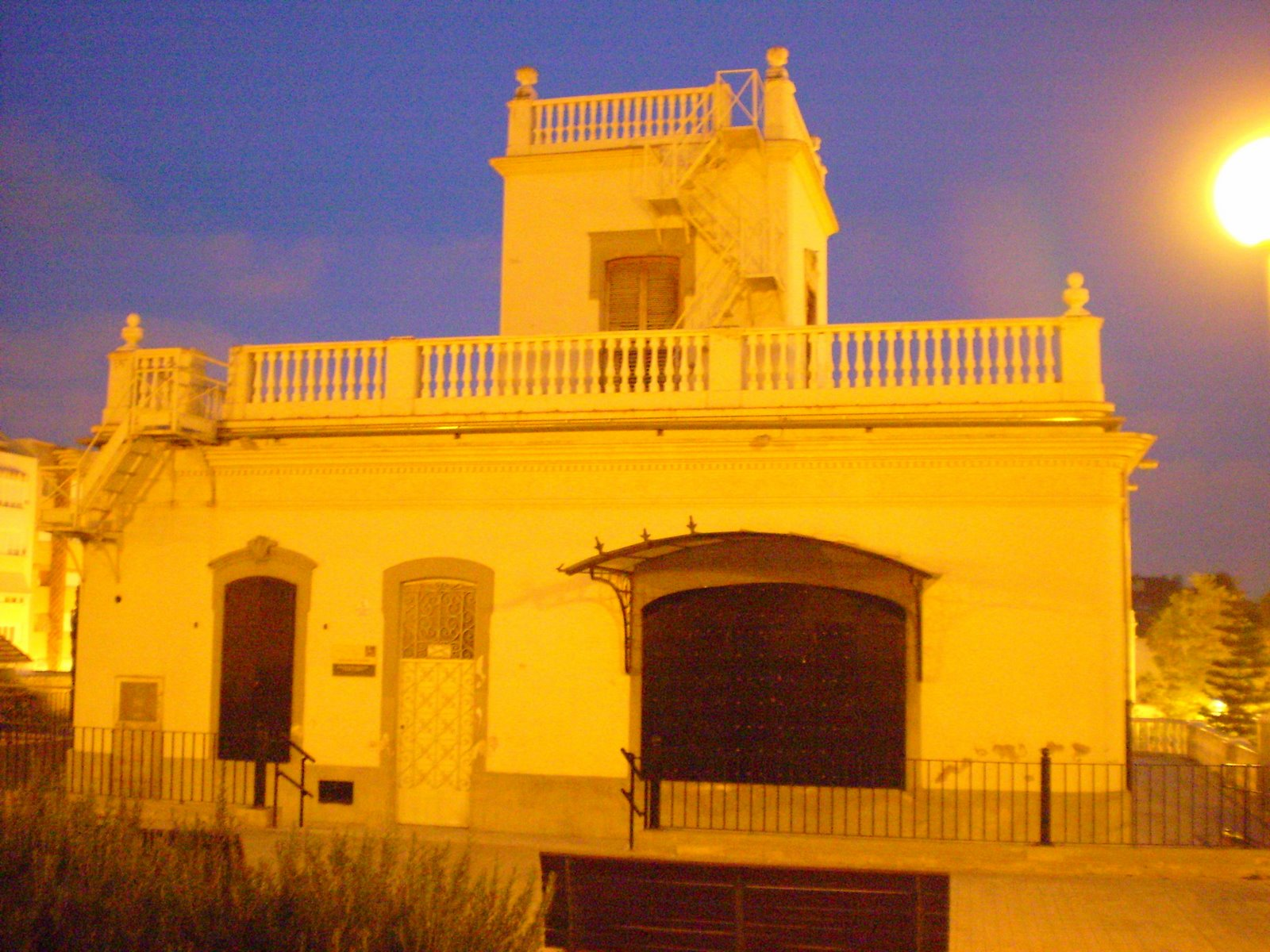
Biblioteca "Teodoro Llorente".

Benimámet cuenta actualmente con 2 centros de educación infantil, 3 colegios educación primaria y 2 institutos, así como diversos centros de enseñanza extraescolar.
Destaca asimismo Casino Cervantes como centro de iniciativas culturales.
También en Benimámet se sitúa una sede de la Universidad Popular de Valencia, en la que se realizan actividades de culturización, expresión plástica y corporal y formación ocupacional, entre otras.
Benimámet cuenta además con la biblioteca Teodoro Llorente, ubicada en el Chalet de Panach. Esta fomenta la investigación y la lectura con su amplio catálogo de libros, CD y DVD, además de libre disposición de Internet por WIFI.

### Arte Urbano
El parque lineal de Benimámet es también un gran escaparate de arte urbano.
El anfiteatro queda realzado por un mural colorista.
También podemos disfrutar de un gran mural realizado en homenaje al famoso pintor Joaquín Sorolla y su relación con el pueblo.

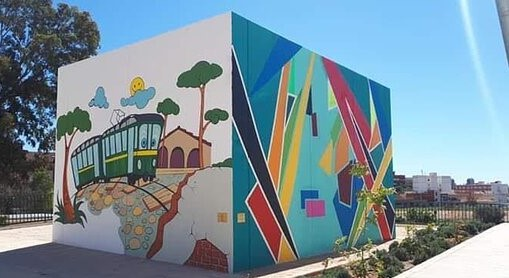
Arte Urbano Anfiteatro Benimánet

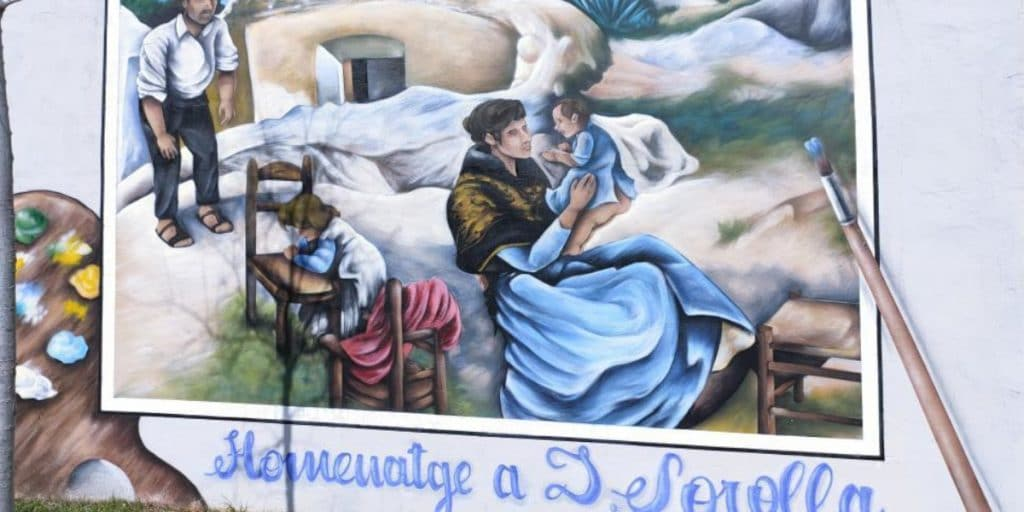
Arte urbano parque lineal Benimánet Homenaje J. Sorolla